# أليكس ميلن
أليكس ميلن (بالإنجليزية: Alex Milne)‏ (4 يونيو 1937 في المملكة المتحدة -) هو مدرب كرة قدم ولاعب كرة قدم بريطاني في مركز الظهير. شارك مع منتخب اسكتلندا تحت 21 سنة لكرة القدم. أما مع النوادي، فقد لعب مع كارديف سيتي ونادي باري تاون يونايتد ونادي اربوراث.